# Rio Daule
O rio Daule é um rio sul-americano que banha o Equador. Localizado na província de Guayas, banha as cidades de Pichincha, Balzar, Colimes, Palestina, Santa Lucía, Daule, Nobol e Guayaquil. Em Guayaquil, reune-se com o rio Babahoyo e forma o rio Guayas. É o rio mais importante da província de Guayas.